# Воробьёв, Виктор Александрович
Виктор Александрович Воробьёв (28 октября [9 ноября] 1864, Москва — 14 июля 1951, Москва) — русский и советский фтизиолог, профессор Московского университета, заслуженный деятель науки РСФСР (1935).

## Биография
Происходил из мещан. Окончил Ярославскую гимназию и в 1888 году — медицинский факультет Московского университета. Прошёл ординатуру у профессора А. А. Остроумова; в 1892 году защитил диссертацию на степень доктора медицины: «К вопросу о влиянии туберкулина Коха на азотистый обмен и ткани».
В Московском университете занимал должности приват-доцента (1898—1901) и профессора кафедры частной патологии и терапии (1901—1909). В 1909—1910 годах заведовал госпитальной терапевтической клиникой. В 1911—1917 годах вёл необязательный курс клиники туберкулёза, читал для врачей лекции по патологии и терапии туберкулёза.
С 1914 года заведовал подмосковными туберкулезными санаториями в Крюково и Захарьино.
В 1921—1926 годах возглавлял организованную им первую в России кафедру туберкулеза на медицинском факультете 1-го МГУ и одновременно (в 1922—1933 гг.) руководил созданным при его участии Государственным туберкулёзным институтом (ныне — Центральный научно-исследовательский институт туберкулёза), а затем до 1950 года был научным консультантом этого института.
В. А. Воробьев опубликовал 68 научных работ, которые были посвящены изучению роли вегетативной и эндокринной систем в патогенезе туберкулёза, взаимосвязи туберкулёза детей и взрослых (обоснованию возможности экзогенной реинфекции у людей всех возрастов), санаторному и гигиено-диетическому лечению больных лёгочным туберкулёзом.
В. А. Воробьев с 1903 года участвовал в работе комиссии Пироговского общества по изучению социальных болезней и борьбе с ними, а с 1907 года возглавил её; он был одним из основателей Всероссийской лиги борьбы с туберкулезом и бессменным председателем её правления (1910—1918). Также он был председателем комиссии по разработке классификации туберкулеза, которая была принята в 1938 году и затем утверждена в 1948 году на V съезде фтизиатров СССР.
В 1911 г. он совместно с 3. П. Соловьёвым он организовал издание и был редактором журнала «Туберкулез», переименованного впоследствии в «Вестник общественной борьбы с туберкулезом». В. А. Воробьёв был членом Международной ассоциации по борьбе с туберкулёзом, членом редколлегии журнала «Вопросы туберкулеза» и одним из организаторов Общества врачей-фтизиатров СССР.
Награждён орденом Ленина (25.10.1944).